# Cappadocien
 (janvier 2024).
Si vous disposez d'ouvrages ou d'articles de référence ou si vous connaissez des sites web de qualité traitant du thème abordé ici, merci de compléter l'article en donnant les références utiles à sa vérifiabilité et en les liant à la section « Notes et références ».
Aux époques perse et hellénistique, le Louvite (ou cappadocien) était une langue indo-européenne du groupe anatolien, parlée dans l'ancienne Cappadoce
Le cappadocien ou grec cappadocien (en grec : Καππαδοκική γλώσσα) est, à l'époque moderne, une langue mixte gréco-turque, parlée en Turquie centrale. Il s'agit de grec médiéval en voie de turcisation. On estime que le processus de turcisation a débuté à partir du moment où l'Empire byzantin a laissé place au sultanat de Roum, au XIe siècle, et s'est poursuivi sous l'Empire ottoman.
Après l’échange de populations entre la Grèce et la Turquie dans les années 1920, les locuteurs cappadociens, orthodoxes, furent contraints d’émigrer en Grèce, où ils furent installés dans diverses régions, notamment en Grèce centrale et septentrionale. Les Grecs cappadociens passèrent très vite au grec moderne standard et on estimait que leur langue s'était éteinte dans les années 1960 jusqu'à la redécouverte en 2005 par Mark Janse et Dimitris Papazachariou de cappadociens en Grèce centrale et septentrionale parlant encore couramment leur langue maternelle. Parmi eux, il y a des locuteurs de la troisième génération (depuis leur migration forcée), âgés, qui ont une attitude positive envers leur langue, contrairement à leurs parents et grands-parents. Un inventaire des locuteurs cappadociens et de leur usage linguistique est actuellement en préparation.

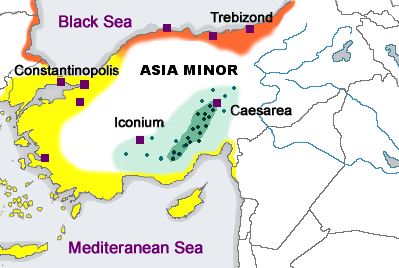
Les dialectes grecs anatoliens jusqu'en 1923 : le démotique en jaune, le pontique en orange, le cappadocien en vert, avec des points verts indiquant les villages grecs cappadociens en 1910.

## Histoire et recherche
Le cappadocien est issu du grec byzantin (Μεσαιωνική Ελληνική). Après la bataille de Manzikert en 1071, la Cappadoce fut isolée du monde grec et le turc devint la lingua franca dans la région. Beaucoup de Cappadociens passèrent complètement au turc (notamment le turc écrit en caractères grecs, karamanli) et là où le grec était maintenu, la langue a été considérablement influencée par le turc environnant. Malheureusement, il n’y a guère de documents écrits en cappadocien médiéval ou pré-moderne, la langue étant pour l'essentiel dépourvue de tradition écrite.
Les premières descriptions du cappadocien datent du XIXe siècle, mais en général elles ne sont pas très précises. La première grammaire fiable du cappadocien est Modern Greek in Asia Minor, publié en 1916, du premier professeur de langue et littérature grecques byzantine et moderne de l’Université d'Oxford, Richard MacGillivray Dawkins (1871-1955). Elle est fondée sur des recherches de terrain en Cappadoce faites en 1909-1925. Après l’échange des populations, plusieurs dialectes cappadociens ont été décrits par des collaborateurs du Centre d’Études d’Asie Mineure à Athènes : Callaghan McCormick dans les années 1930, Ulağaç (I.I. Kesisoglou, 1957), Aravan (D. Phosteris & I.I. Kesisoglou, 1960), Axo (G. Mavrochalyvidis & I.I. Kesisoglou, 1960) et Anaku (A.P. Costakis, 1964).
Plus récemment, l’étude du cappadocien a connu un renouveau grâce à l’œuvre de pionnier Language Contact, Creolization, and Genetic Linguistics (Berkeley: University of California Press, 1988) de Sarah Grey Thomason et Terrence Kaufman, et une série de travaux sur divers aspects de la linguistique cappadocienne de Mark Janse, qui a de plus fourni un précis de grammaire cappadocienne au futur manuel de dialectes grecs édité par Christos Tzitzilis (Université Aristote de Salonique). La découverte récente de locuteurs cappadociens par Janse et Papazachariou aboutira à une nouvelle grammaire, un dictionnaire et une collection de textes.

## Caractéristiques
L'élément grec en cappadocien est largement byzantin, par exemple θír ou tír « porte » du grec (ancien et) byzantin θύρα (grec moderne πόρτα, de l’italien porta), píka ou épka « j’ai fait » du grec byzantin έποικα (grec moderne έκανα). D'autres archaïsmes (pré-byzantins) sont l’emploi des pronoms possessifs mó(n), só(n) etc. du grec ancien εμός, σός, etc. et la formation de l’imparfait à l’aide du suffixe -išk-, issu du suffixe itératif grec ancien (ionien) -(e)sk-.
L’interférence turque apparait à tous les niveaux linguistiques. Le système phonologique du cappadocien comprend les voyelles turques ï, ö, ü, et les consonnes turques b, d, g, š, ž, tš, dž (quoique certaines apparaissent aussi dans des mots grecs à la suite de palatalisation). L’harmonie vocalique turque apparaît dans des formes telles que düšündǘzu « je pense », aor. 3sg düšǘntsü < düšǘntsi (Malakopi), du turc düşünmek, patišáxïs < patišáxis « roi » (Delmeso), du turc padişah. La morphologie nominale cappadocienne est caractérisée par l’émergence d’une déclinaison nominale agglutinative et la perte progressive du genre grammatical, e.g. to néka « la (neutre) femme (féminin) », génitif néka-ju, pluriel nékes, génitif nékez-ju (Ulağaç).
Une autre caractéristique turque est le marquage morphologique de l’(in)définitude, e.g. líkos « loup (nominatif / accusatif indéfini » vs. líko « loup (accusatif défini) ». Des formes agglutinatives apparaissent également dans le système verbal, par exemple le plus-que-parfait írta ton « j’étais venu » (littéralement, « je venais j’étais ») (Delmeso) par analogie avec le turc geldi idi (geldiydi). L’ordre des mots cappadocien est essentiellement réglé par des considérations discursives telles que topique et focus, mais il y a une tendance vers l’ordre SOV avec ses corrélations typologiques (suffixation et modifieurs pré-nominaux).

## Dialectes
- Cappadocien du nord-est (Sinasos, Potamia plus Delmeso)
- Cappadocien du nord-ouest (Silata, Anaku, Flojita, Malakopi)
- Cappadocien central (Axo, Misti)
- Cappadocien du sud-ouest (Aravan, Gurzono, Fertek)
- Cappadocien du sud-est (Ulağaç, Semendere)
- Farasiote (dialecte de Farasa) est plus proche du grec pontique, mais ceux-ci sont les parents les plus proches du cappadocien